# Seznam vítězů smíšené čtyřhry na Australian Open
Seznam vítězů smíšené čtyřhry na Australian Open uvádí přehled šampionů smíšené soutěže na tenisovém turnaji Australian Open.
Australian Open je úvodní tenisový Grand Slam sezóny, každoročně hraný ve druhé polovině ledna. Do roku 1987 probíhal na trávě. S přesunem dějiště do Melbourne Parku se začal odehrávat na tvrdém povrchu. Premiérový ročník smíšené čtyřhry se uskutečnil po první světové válce v roce 1922. Během druhé světové války (1941–1945) a v období 1970–1986 mix neprobíhal. Na program se vrátil v sezóně 1987 rok před přesunem turnaje z Kooyong Lawn Tennis Clubu.

## Historie
Australian Open se profesionálům otevřel jako poslední z grandslamů a první ročník v open éře byl odehrán roku 1969, kdy se zároveň uskutečnil poslední ročník juniorské smíšené soutěže.
V letech 1965 a 1965 finále neproběhla a finálové páry sdílely titul. Poprvé se tak stalo pro nepříznivé počasí a podruhé v důsledku časové tísně, kdy byla v brisbaneském areálu Milton Courts již tma. V roce 1969 si tak obě dvojice rozdělily prémii 1 792 dolarů.
Nejstarším mužským vítězem se v roce 1923 stal 52letý Australan Horace Rice. Mezi ženami drží věkový primát Martina Navrátilová, která v roce 2003 soutěž jedinkrát vyhrála ve 46 letech a 3 měsících, čímž po Hartové a Courtové zkompletovala jako třetí tenista historie tituly ze všech soutěží všech čtyř grandslamů.
Vícenásobnými šampiony v otevřené éře se stali Američan Jim Pugh, Ind Leander Paes, Kanaďan Daniel Nestor a Češka Barbora Krejčíková se třemi tituly a Jana Novotná, Rick Leach, Mark Woodforde, Larisa Savčenková Neilandová, Maheš Bhúpatí, Rajeev Ram a Martina Hingisová s dvěma trofejemi.

## Přehled finále

### Amatérská éra
| Rok  | vítězové                                                              | finalisté                                                             | výsledek                      |
| ---- | --------------------------------------------------------------------- | --------------------------------------------------------------------- | ----------------------------- |
| 1922 | Esna Boyd Robertsonová John Hawkes                                    | Gwen Utzová Harold Utz                                                | 6–1, 6–1                      |
| 1923 | Sylvia Lance Harperová Horace Rice                                    | Margaret Molesworthová Bert St. John                                  | 2–6, 6–4, 6–4                 |
| 1924 | Daphne Akhurst Cozensová Jim Willard                                  | Esna Boyd Robertsonová Garton Hone                                    | 6–3, 6–4                      |
| 1925 | Daphne Akhurst Cozensová Jim Willard                                  | Sylvia Lance Harperová Richard Schlesinger                            | 6–4, 6–4                      |
| 1926 | Esna Boyd Robertsonová John Hawkes                                    | Daphne Akhurst Cozensová Jim Willard                                  | 6–2, 6–4                      |
| 1927 | Esna Boyd Robertsonová John Hawkes                                    | Youtha Anthonyová Jim Willard                                         | 6–1, 6–3                      |
| 1928 | Daphne Akhurst Cozensová Jean Borotra                                 | Esna Boyd Robertsonová John Hawkes                                    | bez boje                      |
| 1929 | Daphne Akhurst Cozensová Edgar Moon                                   | Marjorie Cox Crawfordová Jack Crawford                                | 6–0, 7–5                      |
| 1930 | Nell Hall Hopmanová Harry Hopman                                      | Marjorie Cox Crawfordová Jack Crawford                                | 11–9, 3–6, 6–3                |
| 1931 | Marjorie Cox Crawfordová Jack Crawford                                | Emily Hood Westacottová Aubrey Willardová                             | 7–5, 6–4                      |
| 1932 | Marjorie Cox Crawfordová Jack Crawford                                | Meryl O'Hara Woodová Džiro Satóová                                    | 6–8, 8–6, 6–3                 |
| 1933 | Marjorie Cox Crawfordová Jack Crawford                                | Marjorie Gladman Van Rynová Ellsworth Vines                           | 3–6, 7–5, 13–11               |
| 1934 | Joan Hartigan Bathurstová Edgar Moon                                  | Emily Hood Westacottová Ray Dunlop                                    | 6–3, 6–4                      |
| 1935 | Louise Bickertonová Christian Boussus                                 | Birdie Bondová Vernon Kirby                                           | 1–6, 6–3, 6–3                 |
| 1936 | Nell Hall Hopmanová Harry Hopman                                      | May Blicková Abe Kay                                                  | 6–2, 6–0                      |
| 1937 | Nell Hall Hopmanová Harry Hopman                                      | Dorothy Stevensonová Don Turnbull                                     | 3–6, 6–3, 6–2                 |
| 1938 | Margaret Wilsonová John Bromwich                                      | Nancye Wynne Boltonová Colin Long                                     | 6–3, 6–2                      |
| 1939 | Nell Hall Hopmanová Harry Hopman                                      | Margaret Wilsonová John Bromwich                                      | 6–8, 6–2, 6–3                 |
| 1940 | Nancye Wynne Boltonová Colin Long                                     | Nell Hall Hopmanová Harry Hopman                                      | 7–5, 2–6, 6–4                 |
| 1941 | nehráno                                                               | nehráno                                                               | nehráno                       |
| 1942 | nehráno                                                               | nehráno                                                               | nehráno                       |
| 1943 | nehráno                                                               | nehráno                                                               | nehráno                       |
| 1944 | nehráno                                                               | nehráno                                                               | nehráno                       |
| 1945 | nehráno                                                               | nehráno                                                               | nehráno                       |
| 1946 | Nancye Wynne Boltonová Colin Long                                     | Joyce Fitchová John Bromwich                                          | 6–0, 6–4                      |
| 1947 | Nancye Wynne Boltonová Colin Long                                     | Joyce Fitchová John Bromwich                                          | 6–3, 6–3                      |
| 1948 | Nancye Wynne Boltonová Colin Long                                     | Thelma Coyne Longová Bill Sidwell                                     | 7–5, 4–6, 8–6                 |
| 1949 | Doris Hartová Frank Sedgman                                           | Joyce Fitchová John Bromwich                                          | 6–1, 5–7, 12–10               |
| 1950 | Doris Hartová Frank Sedgman                                           | Joyce Fitchová Eric Sturgess                                          | 8–6, 6–4                      |
| 1951 | Thelma Coyne Longová George Worthington                               | Clare Proctorová Jack May                                             | 6–4, 3–6, 6–2                 |
| 1952 | Thelma Coyne Longová George Worthington                               | Gwen Thieleová Tom Warhurst                                           | 9–7, 7–5                      |
| 1953 | Julia Sampson Haywardová Rex Hartwig                                  | Maureen Connollyová Ham Richardson                                    | 6–4, 6–3                      |
| 1954 | Thelma Coyne Longová Rex Hartwig                                      | Beryl Penroseová John Bromwich                                        | 4–6, 6–1, 6–2                 |
| 1955 | Thelma Coyne Longová George Worthington                               | Jenny Staley Lew Hoad                                                 | 6–2, 6–1                      |
| 1956 | Beryl Penroseová Neale Fraser                                         | Mary Bevis Hawtonová Roy Emerson                                      | 6–2, 6–4                      |
| 1957 | Fay Mullerová Malcolm Anderson                                        | Jill Langleyová Billy Knight                                          | 7–5, 3–6, 6–1                 |
| 1958 | Mary Bevis Hawtonová Robert Howe                                      | Angela Mortimer Barrettová Peter Newman                               | 9–11, 6–1, 6–2                |
| 1959 | Sandra Reynoldsová Bob Mark                                           | Renée Schuurmanová Rod Laver                                          | 4–6, 13–11, 6–1               |
| 1960 | Jan Lehane O'Neillová Trevor Fancutt                                  | Christine Trumanová Martin Mulligan                                   | 6–2, 7–5                      |
| 1961 | Jan Lehane O'Neillová Bob Hewitt                                      | Mary Carterová John Pearce                                            | 9–7, 6–2                      |
| 1962 | Lesley Turner Bowreyová Fred Stolle                                   | Darlene Hardová Roger Taylor                                          | 6–3, 9–7                      |
| 1963 | Margaret Smith Courtová Ken Fletcher                                  | Lesley Turner Bowreyová Fred Stolle                                   | 7–5, 5–7, 6–4                 |
| 1964 | Margaret Smith Courtová Ken Fletcher                                  | Jan Lehane O'Neillová Mike Sangster                                   | 6–3, 6–2                      |
| 1965 | Robyn Ebbernová Owen Davidson a Margaret Smith Courtová John Newcombe | Robyn Ebbernová Owen Davidson a Margaret Smith Courtová John Newcombe | finále nehráno, sdílený titul |
| 1966 | Judy Tegart Daltonová Tony Roche                                      | Robyn Ebbernová Bill Bowrey                                           | 6–1, 6–3                      |
| 1967 | Lesley Turner Bowreyová Owen Davidson                                 | Judy Tegart Daltonová Tony Roche                                      | 9–7, 6–4                      |
| 1968 | Billie Jean Kingová Dick Crealy                                       | Margaret Smith Courtová Allan Stone                                   | bez boje                      |

### Otevřená éra
| Rok  | vítězové                                                                   | finalisté                                                                  | výsledek                      |
| ---- | -------------------------------------------------------------------------- | -------------------------------------------------------------------------- | ----------------------------- |
| 1969 | Margaret Smith Courtová Marty Riessen a Ann Haydonová-Jonesová Fred Stolle | Margaret Smith Courtová Marty Riessen a Ann Haydonová-Jonesová Fred Stolle | finále nehráno, sdílený titul |
| 1970 | nehráno                                                                    | nehráno                                                                    | nehráno                       |
| 1971 | nehráno                                                                    | nehráno                                                                    | nehráno                       |
| 1972 | nehráno                                                                    | nehráno                                                                    | nehráno                       |
| 1973 | nehráno                                                                    | nehráno                                                                    | nehráno                       |
| 1974 | nehráno                                                                    | nehráno                                                                    | nehráno                       |
| 1975 | nehráno                                                                    | nehráno                                                                    | nehráno                       |
| 1976 | nehráno                                                                    | nehráno                                                                    | nehráno                       |
| 1977 | nehráno                                                                    | nehráno                                                                    | nehráno                       |
| 1978 | nehráno                                                                    | nehráno                                                                    | nehráno                       |
| 1979 | nehráno                                                                    | nehráno                                                                    | nehráno                       |
| 1980 | nehráno                                                                    | nehráno                                                                    | nehráno                       |
| 1981 | nehráno                                                                    | nehráno                                                                    | nehráno                       |
| 1982 | nehráno                                                                    | nehráno                                                                    | nehráno                       |
| 1983 | nehráno                                                                    | nehráno                                                                    | nehráno                       |
| 1984 | nehráno                                                                    | nehráno                                                                    | nehráno                       |
| 1985 | nehráno                                                                    | nehráno                                                                    | nehráno                       |
| 1986 | nehráno                                                                    | nehráno                                                                    | nehráno                       |
| 1987 | Zina Garrisonová Sherwood Stewart                                          | Anne Hobbsová Andrew Castle                                                | 3–6, 7–6(7–5), 6–3            |
| 1988 | Jana Novotná Jim Pugh                                                      | Martina Navrátilová Tim Gullikson                                          | 5–7, 6–2, 6–4                 |
| 1989 | Jana Novotná Jim Pugh                                                      | Zina Garrisonová Sherwood Stewart                                          | 6–3, 6–4                      |
| 1990 | Nataša Zverevová Jim Pugh                                                  | Zina Garrisonová Rick Leach                                                | 4–6, 6–2, 6–3                 |
| 1991 | Jo Durieová Jeremy Bates                                                   | Robin Whiteová Scott Davis                                                 | 2–6, 6–4, 6–4                 |
| 1992 | Nicole Provisová Mark Woodforde                                            | Arantxa Sánchez Vicariová Todd Woodbridge                                  | 6–3, 4–6, 11–9                |
| 1993 | Arantxa Sánchez Vicariová Todd Woodbridge                                  | Zina Garrison Jacksonová Rick Leach                                        | 7–5, 6–4                      |
| 1994 | Larisa Savčenko Neilandová Andrej Olchovskij                               | Helena Suková Todd Woodbridge                                              | 7–5, 6–7(7–9), 6–2            |
| 1995 | Nataša Zverevová Rick Leach                                                | Gigi Fernándezová Cyril Suk                                                | 7–6(7–4), 6–7(3–7), 6–4       |
| 1996 | Larisa Savčenko Neilandová Mark Woodforde                                  | Nicole Arendtová Luke Jensen                                               | 4–6, 7–5, 6–0                 |
| 1997 | Manon Bollegrafová Rick Leach                                              | Larisa Savčenko Neilandová John-Laffnie de Jager                           | 6–3, 6–7(5–7), 7–5            |
| 1998 | Venus Williamsová Justin Gimelstob                                         | Helena Suková Cyril Suk                                                    | 6–2, 6–1                      |
| 1999 | Mariaan de Swardtová David Adams                                           | Serena Williamsová Max Mirnyj                                              | 6–4, 4–6, 7–6(7–5)            |
| 2000 | Rennae Stubbsová Jared Palmer                                              | Arantxa Sánchez Vicariová Todd Woodbridge                                  | 7–5, 7–6(7–3)                 |
| 2001 | Corina Morariuová Ellis Ferreira                                           | Barbara Schettová Joshua Eagle                                             | 6–1, 6–3                      |
| 2002 | Daniela Hantuchová Kevin Ullyett                                           | Paola Suárezová Gastón Etlis                                               | 6–3, 6–2                      |
| 2003 | Martina Navrátilová Leander Paes                                           | Eleni Daniilidou Todd Woodbridge                                           | 6–4, 7–5                      |
| 2004 | Jelena Bovinová Nenad Zimonjić                                             | Martina Navrátilová Leander Paes                                           | 6–1, 7–6(7–3)                 |
| 2005 | Samantha Stosurová Scott Draper                                            | Liezel Huberová Kevin Ullyett                                              | 6–2, 2–6, 7–6(8–6)            |
| 2006 | Martina Hingisová Maheš Bhúpatí                                            | Jelena Lichovcevová Daniel Nestor                                          | 6–3, 6–3                      |
| 2007 | Jelena Lichovcevová Daniel Nestor                                          | Viktoria Azarenková Max Mirnyj                                             | 6–4, 6–4                      |
| 2008 | Sun Tchien-tchien Nenad Zimonjić                                           | Sania Mirzaová Maheš Bhúpatí                                               | 7–6(7–4), 6–4                 |
| 2009 | Sania Mirzaová Maheš Bhúpatí                                               | Nathalie Dechyová Andy Ram                                                 | 6–3, 6–1                      |
| 2010 | Cara Blacková Leander Paes                                                 | Jekatěrina Makarovová Jaroslav Levinský                                    | 7–5, 6–3                      |
| 2011 | Katarina Srebotniková Daniel Nestor                                        | Čan Jung-žan Paul Hanley                                                   | 6–3, 3–6, [10–7]              |
| 2012 | Bethanie Mattek-Sandsová Horia Tecău                                       | Jelena Vesninová Leander Paes                                              | 6–3, 5–7, [10–3]              |
| 2013 | Jarmila Gajdošová Matthew Ebden                                            | Lucie Hradecká František Čermák                                            | 6–3, 7–5                      |
| 2014 | Kristina Mladenovicová Daniel Nestor                                       | Sania Mirzaová Horia Tecău                                                 | 6–3, 6–2                      |
| 2015 | Martina Hingisová Leander Paes                                             | Kristina Mladenovicová Daniel Nestor                                       | 6–4, 6–3                      |
| 2016 | Jelena Vesninová Bruno Soares                                              | Coco Vandewegheová Horia Tecău                                             | 6–4, 4–6, [10–5]              |
| 2017 | Abigail Spearsová Juan Sebastián Cabal                                     | Sania Mirzaová Ivan Dodig                                                  | 6–2, 6–4                      |
| 2018 | Gabriela Dabrowská Mate Pavić                                              | Tímea Babosová Rohan Bopanna                                               | 2–6, 6–4, [11–9]              |
| 2019 | Barbora Krejčíková Rajeev Ram                                              | Astra Sharmaová John-Patrick Smith                                         | 7–6(7–3), 6–1                 |
| 2020 | Barbora Krejčíková Nikola Mektić                                           | Bethanie Mattek-Sandsová Jamie Murray                                      | 5–7, 6–4, [10–1]              |
| 2021 | Barbora Krejčíková Rajeev Ram                                              | Samantha Stosurová Matthew Ebden                                           | 6–1, 6–4                      |
| 2022 | Kristina Mladenovicová Ivan Dodig                                          | Jaimee Fourlisová Jason Kubler                                             | 6–3, 6–4                      |
| 2023 | Luisa Stefaniová Rafael Matos                                              | Sania Mirzaová Rohan Bopanna                                               | 7–6(7–2), 6–2                 |
| 2024 | Sie Šu-wej Jan Zieliński                                                   | Desirae Krawczyková Neal Skupski                                           | 6–7(5–7), 6–4, [11–9]         |
| 2025 | Olivia Gadecká John Peers                                                  | Kimberly Birrellová John-Patrick Smith                                     | 3–6, 6–4, [10–6]              |